# Bisdom Menorca
Het bisdom Menorca (Latijn: Dioecesis Minoricensis) is een rooms-katholiek bisdom met als zetel Menorca, in Spanje. Het bisdom komt overeen met het eiland Menorca en is suffragaan aan het aartsbisdom Valencia.

## Geschiedenis
Het bisdom werd opgericht in de 5e eeuw. Na de islamitische verovering van het Iberisch Schiereiland in de 8e eeuw viel Spanje onder islamitische heerschappij en werd het bisdom opgeheven. Na herovering van het eiland in 1287 kwam Menorca weer in christelijke handen. Het bisdom werd echter niet direct opnieuw opgericht. Pas op 13 juli 1795 werd het bisdom opnieuw opgericht uit delen van het bisdom Mallorca. 

## Parochies
Het bisdom had in 2021 een oppervlakte van 702 km2 en telde 95.641 inwoners waarvan 87,9% rooms-katholiek was.

## Bisschoppen
- Antonio Vila y Campos (18 december 1797 - 20 december 1802)
- Pedro Antonio Juano (20 december 1802 - 4 januari 1814)
- Santiago Creus y Martí (10 juli 1815 - 29 mei 1820)
- Antonio Ceruelo Sanz (12 juli 1824 - 27 oktober 1830)
- Juan Antonio Díez Merino (30 september 1831 - 16 april 1844)
- Tomás Roda y Rodríguez (27 september 1852 - 25 september 1857)
- Mateo Jaume y Garau (21 december 1857 - 17 september 1875)
- Manuel Mercader y Arroyo (17 september 1875 - 21 februari 1890)
- Juan Gomez y Vidal (26 juni 1890 - 25 juni 1896)
- Salvador Castellote y Pinazo (25 juni 1896 - 16 december 1901)
- Juan Torres y Rivas (9 juni 1902 - 20 januari 1939)
- Bartolomé Pascual Marroig (4 maart 1939 - 18 maart 1967)
- Miguel Moncadas Noguera (11 december 1968 - 1 april 1977)
- Antonio Deig Clotet (20 september 1977 - 7 maart 1990)
- Francesc-Xavier Ciuraneta Aymí (12 juni 1991 - 29 oktober 1999)
- Juan Piris Frígola (1 maart 2001 - 16 juli 2008)
- Salvador Giménez Valls (21 mei 2009 - 28 juli 2015)
- Francisco Simón Conesa Ferrer (27 oktober 2016 - 3 januari 2022)
- Gerardo Villalonga Hellín (14 februari 2023 - heden)

Valencia (aartsbisdom) · Ibiza · Majorca · Menorca · Orihuela-Alicante · Segorbe-Castellón